# Fade to Black
"Fade to Black" pjesma je i prva power balada američkog heavy metal sastava Metallica, objavljena kao prvi promocijski singl za drugi album skupine, "Ride the Lightning". Pjesma, prema čitateljima i urednicima časopisa Guitar World, ima 24. najbolju solo dionicu na gitari ikada.
Godine 2008., pjesma je dobila zlatnu nakladu.

## Popis pjesama
| 1. | »Fade to Black« | 6:57 |

## Zasluge
- James Hetfield – vokali, ritam gitara, akustična gitara
- Lars Ulrich – bubnjevi
- Kirk Hammett – glavna gitara
- Cliff Burton – bas-gitara